# April Ferry
Pour les articles homonymes, voir Ferry.
April Ferry, née April Cecilia Gaskins le 31 octobre 1932 en Caroline du Nord et morte le 11 janvier 2024, est une costumière américaine plusieurs fois récompensée.

## Carrière et récompenses
Nommée pour l'Oscar de la meilleure création de costumes à la 67e cérémonie des Oscars pour son travail sur le film Maverick, ainsi que pour un prix Emmy pour son travail sur My Name Is Bill W. (en) (1989), elle remporte un prix Emmy pour son travail sur la série télévisée Rome.
En 2014, April Ferry reçoit le Career Achievement Award de la Costume Designers Guild.
En 2016, elle remplace Michele Clapton comme costumière pour la sixième saison de Game of Thrones.

## Filmographie
- 1979 : Un vrai schnock de Carl Reiner
- 1985 : Mask de Peter Bogdanovich
- 1986 : Les Aventures de Jack Burton dans les griffes du Mandarin de John Carpenter
- 1987 : Un ticket pour deux de John Hughes
- 1988 : Bienvenue au Paradis d'Alan Rudolph
- 1989 : Leviathan de George Cosmatos
- 1989 : Les Trois Fugitifs de Francis Veber
- 1990 : Un ange... ou presque de John Cornell
- 1990 : Chucky, la poupée de sang de John Lafia
- 1992 : Gentleman Babe d'Arthur Hiller
- 1992 : Le Rêve de Bobby de Richard Donner
- 1993 : Beethoven 2 de Rod Daniel
- 1993 : Sauvez Willy de Simon Wincer
- 1994 : Maverick de Richard Donner
- 1994 : Les Petits Géants de Duwayne Dunham
- 1997 : Don King: Only in America (en) de John Herzfeld
- 1997 : Flubber de Les Mayfield
- 1997 : Haute Trahison de George Cosmatos
- 2000 : U-571 de Jonathan Mostow
- 2001 : Donnie Darko de Richard Kelly
- 2003 : Terminator 3 : Le Soulèvement des machines de Jonathan Mostow
- 2013 : Elysium de Neill Blomkamp
- 2014 : RoboCop de José Padilha
- 2015 : Jurassic World de Colin Trevorrow